# Einsalzeffekt
Als Einsalzeffekt oder Einsalzen bezeichnet man in der Chemie den Anstieg der Löslichkeit einer Substanz in Wasser, wenn Salze zugegeben werden. Eine Salzlösung kann z. B. ein anderes Salz in der Regel besser lösen als reines Wasser.
Oft wird der Begriff in Zusammenhang mit Proteinen verwendet. Durch die Zugabe von Salz in geringen Mengen wird die Protein-Aggregation (Verbindung über Aminosäurereste) zurückgedrängt, durch die entstehende vergrößerte Kapillare kann letztlich mehr Wasser aufgenommen werden. 
Es gibt auch einen Aussalzeffekt, der bei gelösten Nichtelektrolyten nach Salzzugabe auftreten kann. Bei Proteinen konkurrieren hierbei infolge einer hohen Salzmenge die Salzionen mit dem Protein um das freie Wasser, wodurch die Wasserbindung des Proteins wieder sinkt.
Die Wirkung von Salzen bezüglich des Ein- und Aussalzeffektes auf Biomoleküle wird durch die Hofmeister-Reihe charakterisiert.

## Anschauliche Erklärung
In der gesättigten Lösung eines Salzes geht immer noch etwas von dem ungelösten Bodensatz in Lösung, während ein ebenso großer Teil wieder ausfällt. Um ausfallen zu können, müssen sich ein Kation und ein Anion des zusammengehörenden Ionenpaares in der Lösung „treffen“. Wenn ein weiteres Salz gelöst wird, sinkt die Wahrscheinlichkeit dieses Zusammentreffens. Die Fällung wird behindert, in der Summe kann mehr Salz in Lösung gehen.

## Physikalisch-Chemische Herleitung
Das Maß für die Löslichkeit eines Salzes ist das Löslichkeitsprodukt {\displaystyle L_{\mathrm {AB} }} seiner Ionen. Es wird häufig als Produkt der Konzentrationen {\displaystyle c} angegeben:
{\displaystyle L_{\mathrm {AB} }=c_{A}^{+}\cdot c_{B}^{-}}
Die Konzentrationen können streng genommen nur bei unendlich verdünnten (idealen) Lösungen verwendet werden. In realen Lösungen tritt an die Stelle der Konzentration die Aktivität {\displaystyle a}:
{\displaystyle L_{\mathrm {AB} }=a_{A}^{+}\cdot a_{B}^{-}}
Die Aktivität eines Ions ist das Produkt aus seinem Aktivitätskoeffizienten {\displaystyle f_{i}} und der Konzentration {\displaystyle c_{i}}:
{\displaystyle a_{i}=f_{i}\cdot c_{i}}
Der Aktivitätskoeffizient für bereits gelöste Ionen verringert sich nach dem Debye-Hückel-Grenzgesetz, da die Ionenstärke {\displaystyle I} bei Zugabe anderer Salze ansteigt: 
{\displaystyle \lg f_{i}=-A\cdot z_{i}^{2}\cdot {\sqrt {I}}}
mit
- temperaturabhängige Konstante {\displaystyle A}, z. B. 0,509 bei 25 °C
- Ladungszahl {\displaystyle z_{i}} der jeweiligen Ionensorte

Das Debye-Hückel-Gesetz wird zur Berechnung des mittleren Aktivitätskoeffizienten ein-einwertiger Elektrolyte in Lösungen mit einer Ionenstärke von weniger als 0,01 mol/l verwendet.
Der Aktivitätskoeffizient für Ionen aller Ladungszahlen kann selbst in Lösungen mehrerer Elektrolyte bei einer Ionenstärke von bis zu 0,5 mol/l mit Hilfe der Davies-Näherung bestimmt werden:
{\displaystyle \lg f_{i}=-A\cdot z_{i}^{2}\cdot \left({\frac {\sqrt {I}}{1+{\sqrt {I}}}}-0,3\cdot I\right)}